# Pterocles
Genre
Pterocles est un genre d'oiseaux de la famille des Pteroclidae.

## Liste d'espèces
Selon la classification de référence du Congrès ornithologique international (version 2.8, 2011) :
- Pterocles alchata (Linnaeus, 1766) – Ganga cata
- Pterocles namaqua (J.F. Gmelin, 1789) – Ganga namaqua
- Pterocles exustus Temminck, 1825 – Ganga à ventre brun
- Pterocles senegallus (Linnaeus, 1771) – Ganga tacheté
- Pterocles orientalis (Linnaeus, 1758) – Ganga unibande
- Pterocles gutturalis Smith, 1836 – Ganga à gorge jaune
- Pterocles coronatus Liechtenstein, 1823 – Ganga couronné
- Pterocles decoratus Cabanis, 1868 – Ganga à face noire
- Pterocles personatus Gould, 1843 – Ganga masqué
- Pterocles lichtensteinii Temminck, 1825 – Ganga de Lichtenstein
- Pterocles indicus (J.F. Gmelin, 1789) – Ganga indien
- Pterocles quadricinctus Temminck, 1815 – Ganga quadribande
- Pterocles bicinctus Temminck, 1815 – Ganga bibande
- Pterocles burchelli Sclater, 1922 – Ganga de Burchell